# Gintarė Gaivenytė
Gintarė Gaivenytė (* 23. April 1986 in Utena, Litauische SSR) ist eine ehemalige litauische Radrennfahrerin.

## Sportliche Laufbahn
2008 wurde Gintarė Gaivenytė Dritte bei den litauischen Straßenmeisterschaften. Seitdem machte sie international vor allem im Teamsprint auf der Bahn zusammen mit Simona Krupeckaitė auf sich aufmerksam. Die beiden Fahrerinnen belegten mehrfach gemeinsam Podiumsplätze bei Weltcuprennen. Sowohl 2009 als auch 2010 wurden Gaivenytė und Krupeckaitė Dritte im Teamsprint bei Weltmeisterschaften.
2012 wurden Gintarė Gaivenytė und Simona Krupeckaitė gemeinsam Europameisterin im Teamsprint. 2015 beendete sie ihre Radsportlaufbahn.

## Erfolge
2009
- Weltmeisterschaft – Teamsprint (mit Simona Krupeckaitė)

2010
- Weltmeisterschaft – Teamsprint (mit Simona Krupeckaitė)

2012
- Europameisterin – Teamsprint (mit Simona Krupeckaitė)

## Teams
- 2006 Safi-Pasta Zara-Manhattan
- 2007 Safi-Pasta Zara-Manhattan
- 2008 Titanedi-Frezza-Acca Due O
- 2009 Safi-Pasta Zara-Titanedi